# Rotmeer
Das Naturschutzgebiet Rotmeer liegt auf dem Gebiet der Gemeinde Feldberg (Schwarzwald) im Landkreis Breisgau-Hochschwarzwald in Baden-Württemberg.
Das Gebiet erstreckt sich östlich des Feldberger Ortsteils Bärental. Am westlichen Rand des Gebietes und nördlich verläuft die B 500 und westlich die B 317.
Nordwestlich erstreckt sich das 40,3 ha große Naturschutzgebiet (NSG) Eschengrundmoos, nördlich das 17,45 ha große NSG Erlenbruckmoor und nordöstlich das 65,0 ha große NSG Unteres Seebachtal.

## Bedeutung
Das 47,2 ha große Gebiet steht seit dem 20. März 1995 unter der Kenn-Nummer 3.205 unter Naturschutz. Es handelt sich um eine „Senke mit für den Hochschwarzwald charakteristischen Flachmoorkomplexen und sie umgebende montane Wälder und einen naturhaften Landschaftsteil von besonderer Eigenart und Schönheit.“

## Schutzzweck
Wesentlicher Schutzzweck ist gemäß Schutzgebietsverordnung die Erhaltung des Lebensraumes einer Vielzahl, z. T. in ihrem Bestand bedrohten Tier- und Pflanzenarten in seltenen und gefährdeten Pflanzengesellschaften und Lebensgemeinschaften.